# Bruno Coquatrix
Bruno André Coquatrix (* 4. August 1910 in Ronchin; † 1. April 1979 in Paris) war ein französischer Konzertveranstalter, insbesondere war er von 1954 bis zu seinem Tod 1979 Generaldirektor des Pariser Olympia.

## Leben

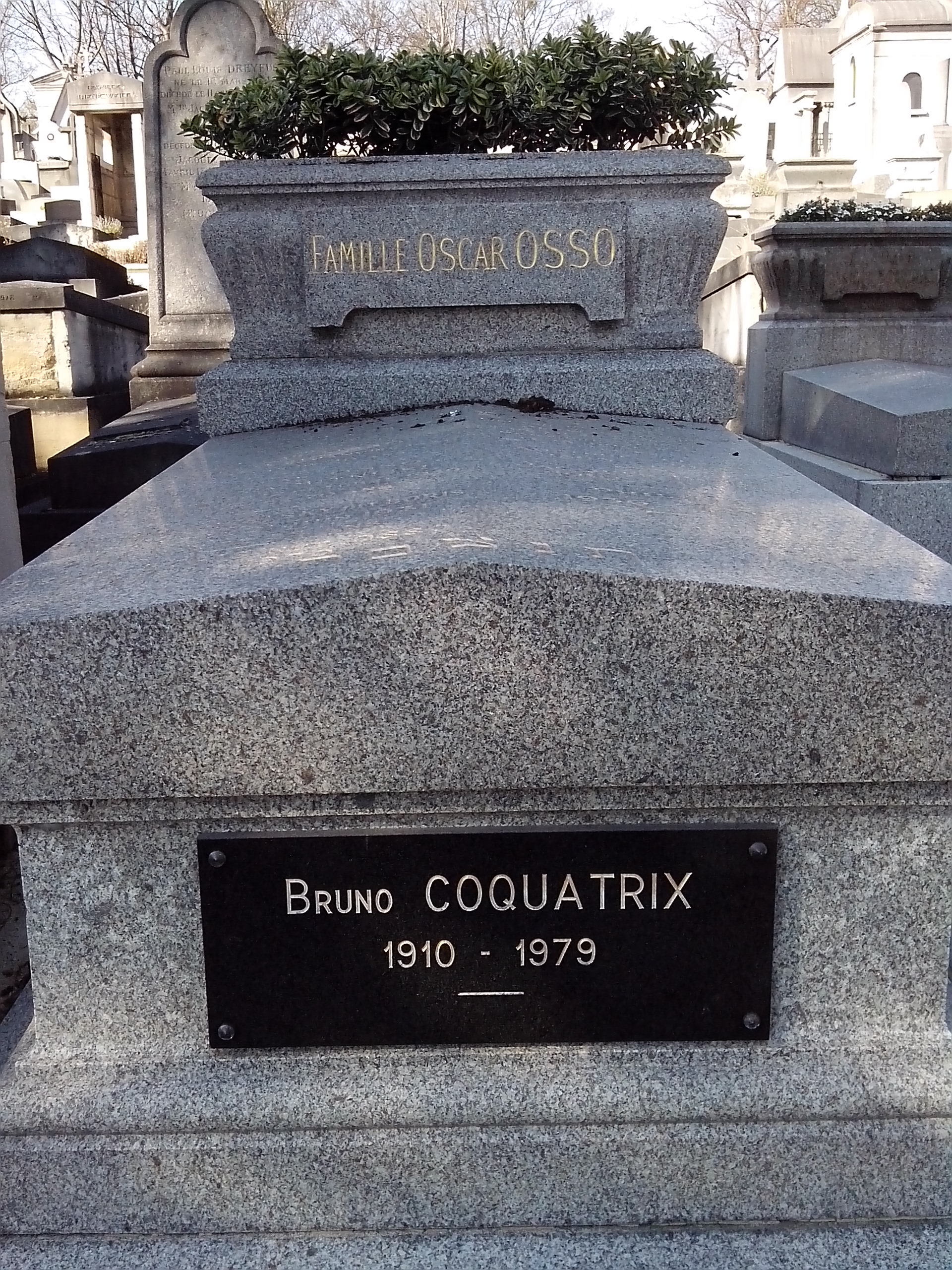
Grab auf dem Friedhof Père-Lachaise

Bruno Coquatrix machte anfangs als Lieddichter und Komponist auf sich aufmerksam. Er schrieb über 300 Chansons, darunter Mon ange (1940), Clopin-clopant (mit Pierre Dudan, 1947) und Cheveux dans le vent (mit Jacques Chabannes, 1949), sowie mehrere Operetten.
Er war auch Impresario von Chanson-Sängern und -Sängerinnen wie Jacques Pills und Lucienne Boyer. Nachdem er bereits das Bobino geleitet hatte, übernahm er 1954 die Leitung des Olympia, der größten Music Hall Europas. Er engagierte alle Berühmtheiten des Chansons jener Zeit, darunter Georges Brassens, Gilbert Bécaud, Johnny Hallyday, Violetta Villas, Dalida, Édith Piaf, Annie Cordy und Yves Montand. Er ist auch einer der Gründer des Plattenlabels Disques Versailles.
Am 6. Januar 1947 heiratete er Paulette Possicelsky (1916–2018), ihre gemeinsame Tochter ist Patricia Coquatrix; sie erbten das Olympia nach Bruno Coquatrix' Tod. Jean-Michel Boris, sein Neffe, leitete das Olympia von 1979 bis 2001.
Bruno Coquatrix war von 1971 bis zu seinem Tod auch Bürgermeister von Cabourg. Er wurde auf dem Pariser Friedhof Père-Lachaise bestattet.

## Weitere Mandate
- Direktor des Café-Theater La Taverne (1970–1979)
- Präsident des Syndicat des établissements de music-hall et variétés (ab 1965)
- Präsident des Conseil d’administration de l’ordre de l’Éducation artistique
- Mitglied der SACEM (Société des Auteurs, Compositeurs et Éditeurs de Musique)
- Mitglied der SACD (Société des auteurs et compositeurs dramatiques)

## Operetten
- 1946: La Bonne Hôtesse, Operette von Jean-Jacques Vital und Serge Veber, Musik von Bruno Coquatrix, Inszenierung Fred Pasquali, Alhambra
- 1947: Le Maharadjah, Operette von Jean-Jacques Vital und Serge Veber, Musik von Bruno Coquatrix, Inszenierung Fred Pasquali, Alhambra
- 1950: M’sieur Nanar, Operette von Jean-Jacques Vital, Pierre Ferrary und André Hornez, Musik von Bruno Coquatrix, Inszenierung Fred Pasquali, Théâtre de l’Étoile

## Bruno Coquatrix im Film
- 2007: La vie en rose von Olivier Dahan,  durch den Schauspieler Jean-Paul Muel
- 2012: My Way – Ein Leben für das Chanson von Florent Emilio-Siri, durch den Schauspieler Vincent Nemeth
- 2017:  Dalida von Lisa Azuelos, durch den Schauspieler Patrick Timsit

## Auszeichnungen
- Ritter der Ehrenlegion
- Ritter des Ordre des Palmes Académiques
- Ritter des Ordre du mérite social
- Ritter des Ordre du Mérite culturel (Monaco)

## Quelle
- Biografische Notiz zu Bruno Coquatrix im Who's who in France. 12. Ausgabe. Éditions Jacques Lafitte, 1975–1976, S. 472.